# 永野村 (神奈川県)
永野村（ながのむら）は、1889年（明治22年）4月1日から1936年（昭和11年）10月1日まで存在した神奈川県鎌倉郡の村。

## 概要
神奈川県鎌倉郡東部の村。現在の神奈川県横浜市港南区の西部にあたる。

## 歴史

### 村名の由来
旧永谷村の「永」と旧上野庭村、下野庭村の「野」を合わせて「永野村」となった。

### 沿革
- 1889年（明治22年）4月1日 - 町村制の施行により、永谷村、上野庭村、下野庭村および平戸村の一部(飛び地)が合併して成立。旧村名を承継した4大字を形成する。
- 1936年（昭和11年）10月1日 - 横浜市に編入。同日永野村廃止。中区の一部となる。大字上野庭、下野庭が野庭町に、大字永谷は上永谷町、下永谷町になった。さらに下永谷町は大字平戸を編入した。

#### 廃止後の沿革
- 1943年（昭和18年）12月1日 - 横浜市中区の寿警察署、大岡警察署管内が分区して南区を新設。旧村域が南区となる。
- 1969年（昭和44年）10月1日 - 下永谷町の字山谷は下永谷町の北端にあり六ツ川三丁目に隣接していたので、六ツ川に編入されその地域をもって新たに六ツ川四丁目とした。そして横浜市南区の港南支所管内が分区して港南区を新設。六ツ川四丁目となった区域を除く旧村域はその一部となる。

## 交通

### 鉄道路線
横浜市営地下鉄ブルーラインの上永谷駅、下永谷駅は、当時は未開業。

## 現在の町名
- 港南区
  - 住居表示実施地区
    - 全域が含まれる地域
      - 上永谷
      - 下永谷(1〜4丁目のみ)
      - 東永谷
      - 芹が谷
      - 東芹が谷
      - 丸山台

    - 一部が含まれる地域
      - 下永谷(5・6丁目のみ)
      - 日限山
      - 日野
      - 日野南(5〜7丁目のみ)

  - 住居表示未実施地区
    - 全域が含まれる地域
      - 上永谷町
      - 野庭町
- 南区
  - 住居表示未実施地区
    - 六ッ川四丁目